# Terpsichore mollissima
Terpsichore mollissima är en stensöteväxtart som först beskrevs av Fée, och fick sitt nu gällande namn av Alan Reid Smith. Terpsichore mollissima ingår i släktet Terpsichore och familjen Polypodiaceae. Inga underarter finns listade.